# Rideau en perles de buis
Pour les articles homonymes, voir Rideau (homonymie).
Le rideau en perles de buis est un type de rideau apparu en Provence au début du XXe siècle[réf. nécessaire]. Les perles de buis peuvent avoir un ton uni ou former des motifs.

## Usages
En Provence, on accrochait traditionnellement un rideau en perles de buis dans l'encadrement de la porte d'entrée des maisons et des commerces. 
On parle aussi de « rideau de porte » ou de « portière ».
Ce rideau filtre l'air et le soleil, il masque l'intérieur de la maison aux regards des passants et décore l'entrée.
Le passage reste libre à travers le rideau car les rangées de perles s'écartent facilement et retombent en place d'elles-mêmes : on peut passer en portant quelque chose sans avoir à se libérer les mains.
Le cliquetis des perles signale discrètement les allées et venues et les coups de vent.
Le même type de rideau peut servir d'écran décoratif devant une fenêtre, un placard, un dessous-d'évier, …

## Confection
Aiguines, près des gorges du Verdon, était autrefois réputée pour le tournage du buis mais la production en série y a disparu et l'activité s'y réoriente vers la production artistique.
Les perles de buis actuelles sont principalement fabriquées dans le Jura.
Les perles de buis de forme oblongue portent le nom d'« olives » ou « olivettes ».
Elles peuvent être teintées de différentes couleurs et sont généralement vernies.
Des perles rondes et des perles en forme de bâtonnets cylindriques existent également,
ainsi que des perles moins onéreuses en plastique ou en bois d'autres essences que le buis.
Les perles doivent être reliées les unes aux autres par de solides crochets métalliques.
On peut former un motif en variant les couleurs ou en assemblant des perles de différentes formes.
Les rangées de perles sont fixées à une barre de bois amovible que l'on pose en haut de l'encadrement de porte.
Les fabricants proposent des modèles prêts à poser et sur mesure.
Il existe aussi des kits — perles, crochets et barre de fixation — à monter soi-même.